# Leon Forrest
Leon Richard Forrest (Chicago, 8 de janeiro de 1937 – Evanston, 6 de novembro de 1997) foi um romancista afro-americano que lecionou na Northwestern University de 1973 até sua morte. Seus quatro romances principais usaram mitologia, história e humor para explorar "Forrest County", um mundo fictício que lembrava o lado sul de Chicago, onde Forrest cresceu. Após sua morte, o Washington Post chamou Forrest de "um dos segredos mais bem guardados da ficção afro-americana contemporânea — e um gosto adquirido".

## Biografia
Forrest nasceu em uma família de classe média em Chicago. Sua mãe era católica e de Nova Orleans, enquanto a família de seu pai era batista. Forrest foi criado no primeiro. Sua bisavó paterna teve um papel importante em sua educação inicial. Forrest mais tarde frequentou uma escola secundária racialmente integrada depois de ganhar um prêmio, mas ele era um aluno geralmente medíocre, exceto para escrever. Seus pais se divorciaram em 1956; sua mãe se casou novamente e o casal abriu uma loja de bebidas.
Forrest estudou na escola primária Wendell Phillips e na Hyde Park High School. Ele então frequentou o Wilson Junior College por um ano e, em seguida, teve aulas na [Universidade de Roosevelt e na Universidade de Chicago antes de desistir, saindo para servir como Oficial de Informação Pública nas forças armadas. Depois de deixar o serviço, ele voltou para a Universidade de Chicago e trabalhou para o Gabinete de Oradores do Conselho Inter-racial Católico. Em 1969, ele começou a trabalhar para Muhammad Speaks, um jornal da Nação do Islã. Forrest se tornaria o último editor não muçulmano do jornal.
Seu primeiro romance, There is a Tree More Ancient than Eden, foi publicado em 1973 e incluía uma introdução de Ralph Ellison. A ganhadora do Prêmio Nobel, Toni Morrison, atuou como editora da editora para There is a Tree More Ancient than Eden, e seus próximos dois romances, The Bloodworth Orphans e Two Wings to Veil My Face. Esses três romances eram conhecidos como Forest County Trilogy. Ele citou Charlie Parker, Dylan Thomas, William Faulkner, Eugene O'Neill, Ralph Ellison e as religiões de seus pais como inspiração.
Ele se juntou à equipe de redação criativa e literatura da Universidade do Noroeste em 1973, e de 1985 a 1994, chefiou o departamento de estudos afro-americanos. Seu último romance, Divine Days, foi modelado em Ulysses por James Joyce. Um romance com mais de 1.100 páginas, Divine Days foi chamado de "a Guerra e a Paz da literatura afro-americana" pelo notável estudioso e professor de Harvard Henry Louis Gates.
Ele morreu de câncer em Evanston, Illinois, aos 60 anos. Meteor in the Madhouse, uma série de novelas conectadas foi publicada postumamente em 2001, sua viúva Marianne Forrest servindo como executora literária. A crítica do Washington Post disse que o Meteor in the Madhouse será "considerado um grande evento" e um "marco significativo".
Em 2013, Forrest foi introduzido no Chicago Literary Hall of Fame.

## Obras de ficção
- Há uma árvore mais antiga que o Éden (Random House, 1973)
- Os órfãos de Bloodworth (Random House, 1977)
- Duas asas para velar meu rosto (Asphodel, 1984)
- Divine Days (Another Chicago Press, 1992)
- Relocations of the Spirit: Collected Essays (Asphodel, 1994)
- Meteor in the Madhouse (Northwestern University, 2001)